# Arrondissement Nogent-sur-Marne
Nogent-sur-Marne is een arrondissement van het Franse departement Val-de-Marne in de regio Île-de-France. De onderprefectuur is Nogent-sur-Marne.

## Kantons
Het arrondissement is samengesteld uit de volgende kantons:
- Kanton Bry-sur-Marne
- Kanton Champigny-sur-Marne-Centre
- Kanton Champigny-sur-Marne-Est
- Kanton Champigny-sur-Marne-Ouest
- Kanton Chennevières-sur-Marne
- Kanton Fontenay-sous-Bois-Est
- Kanton Fontenay-sous-Bois-Ouest
- Kanton Joinville-le-Pont
- Kanton Nogent-sur-Marne
- Kanton Ormesson-sur-Marne
- Kanton Le Perreux-sur-Marne
- Kanton Saint-Mandé
- Kanton Villiers-sur-Marne
- Kanton Vincennes-Est
- Kanton Vincennes-Ouest